# 6. oktober
6. oktober je 279. dan leta (280. v prestopnih letih) v gregorijanskem koledarju. Ostaja še 86 dni.

## Dogodki
- 69 pr. n. št.- Rimljani premagajo armensko armado pod vodstvom Tigrana II. Velikega
- 1600 – v Firencah uprizorijo Perijevo Euridice, najstarejšo do danes ohranjeno opero
- 1849 – Avstrijci v Aradu usmrtijo 13 madžarskih generalov - aradskih mučenikov
- 1889 – v Parizu odprejo zabavišče Moulin Rouge
- 1889 – Thomas Alva Edison predstavi svoj snemalni aparat
- 1918 – ustanovljen narodni svet SHS s sedežem v Zagrebu
- 1927 – posnet prvi zvočni film Pevec jazza
- 1939:
  - - Adolf Hitler predlaga mirovni načrt Združenemu kraljestvu
  - - kapitulacija zadnjih poljskih vojaških enot
- 1944 – Rdeča armada prodre na Madžarsko
- 1948 – predstavljen Citroënov avtomobil 2CV, na Slovenskem znan kot »spaček«
- 1962 – začetek predvajanja filma Dr. No, prvega iz serije filmov o Jamesu Bondu
- 1966 – v ZDA prepovejo LSD
- 1973 – z napadom Egipta in Sirije na Izrael se prične jomkipurska vojna

## Rojstva
- 1289 – Venčeslav III., češki kralj († 1306)
- 1459 – Martin Behaim, nemško-portugalski raziskovalec popotnik, pomorščak, geograf, kartograf, kozmograf († 1507)
- 1565 – Marie de Gournay, francoska pisateljica, esejistka in feministka († 1645)
- 1626 – Géraud de Cordemoy, francoski filozof in zgodovinar († 1684)
- 1773 – Louis Philippe I., zadnji francoski kralj († 1850)
- 1776 – Hirata Acutane, japonski šintoistični učenjak († 1843)
- 1784 – Pierre Charles François Dupin, francoski matematik, inženir († 1873)
- 1803 – Heinrich Wilhelm Dove, nemški fizik († 1879)
- 1831 – Richard Dedekind, nemški matematik in logik († 1916)
- 1846 – George Westinghouse, ameriški inženir († 1914)
- 1849 – Basil Zaharoff, grški proizvajalec orožja († 1936)
- 1851 – Simon Ogrin, slovenski slikar († 1930)
- 1882 – Karol Maciej Szymanowski, poljski skladatelj († 1937)
- 1887 – Le Corbusier, švicarsko-francoski arhitekt († 1965)
- 1910 – France Avčin, slovenski elektro inženir († 1984)
- 1914 – Thor Heyerdahl, norveški arheolog, raziskovalec († 2002)
- 1924 – Sergej Vošnjak, slovenski novinar, pisatelj († 2005)
- 1930 – Hafez al-Asad, sirski predsednik († 2000)
- 1935 – Leopold Hager, avstrijski dirigent, zborovodja
- 1935 – Ernesto Laclau, argentinski politolog in zgodovinar († 2014)
- 1944 – Carlos Pace, brazilski voznik formule 1 († 1977)
- 1948 – Gerry Adams, severnoirski politik
- 1965 – Jani Pate, slovenski nogometaš

## Smrti
- 775 – Abu Džafar al-Mansur, drugi kalif Abasidskega kalifata (* 714)
- 877 – Karel Plešasti, cesar Svetega rimskega cesarstva (* 823)
- 1014 – Samuel, bolgarski car (*ok. 958)
- 1090 – Adalbero iz Würzburga, avstrijski nadškof in svetnik (* 1010)
- 1173 – Engelbert III. Spanheimski, mejni grof Istre
- 1308 – Corso Donati, florentinski gvelf, član signorije
- 1349 – Ivana II., francoska princesa, kraljica Navarre (* 1311)
- 1880 – Benjamin Peirce, ameriški matematik (* 1809)
- 1891 – Charles Stewart Parnell, irski nacionalist (* 1846)
- 1892 – Alfred Tennyson, angleški pesnik (* 1809)
- 1892 – Jean Antoine Villemin, francoski zdravnik (* 1827)
- 1894 – Nathanael Pringsheim, nemški botanik (* 1823)
- 1918 – Stanislav Škrabec, slovenski duhovnik in jezikoslovec (* 1844)
- 1974 – Krishna Menon, indijski politik (* 1897)
- 1976 – Gilbert Ryle, britanski filozof (* 1900)
- 1981 – Anvar Sadat, egiptovski predsednik, nobelovec 1978 (* 1918)
- 1985 – Ludvik Čepon, slovensko-ameriški filozof, župnik in profesor teologije (* 1906)
- 1984 – George Gaylord Simpson, ameriški paleontolog (* 1902)
- 1986 – Aleksander Semjonovič Kronrod, ruski matematik, računalnikar, izumitelj (* 1921)
- 1989 – Bette Davis, ameriška filmska igralka (* 1908)

## Prazniki in obredi
- Egipt: dan državnosti